# Пам Граут
Пам Граут (на английски: Pam Grout) е американска журналистка, драматург и писателка на бестселъри в жанра книги за самопомощ и пътепис.

## Биография и творчество
Памела „Пам“ Граут е родена през 1956 г. в САЩ.
Завършва с бакалавърска степен по журналистика Канзаския щатски университет и с магистърска степен по комуникации в Университета Маккуори в Сидни, Австралия. След дипломирането си в периода 1986 – 1988 г. работи като журналистка в „Канзас Сити Стар“. От 1988 г. е на свободна практика. Пътува много и пише за различните части на света.
През 1995 основава собствена издателска компания „Patooti Press“.
Първата ѝ книга „Jumpstart Your Metabolism“ е издадена през 1998 г.
Става световноизвестна с езотеричната си книга „Е на квадрат“, която става бестселър. В нея развива идеята, че съзнанието на човек променя действителността с позитивното си мислене.
Автор е и на две пиеси и на сценарий за телевизионен сериал.
Пам Граут живее като самотна майка с дъщеря си в Лорънс, Канзас.

## Произведения
- Jumpstart Your Metabolism: How To Lose Weight By Changing The Way You Breathe (1998)
- Art and Soul: Ways to Free Your Creative Self (2000)
- Living Big: Embrace Your Passion and Leap Into an Extraordinary Life (2001)
- Kansas Curiosities: Quirky Characters, Roadside Oddities & Other Offbeat Stuff (2002)
- The Girlfriend Getaway Guide: You Go Girl! And I'll Go, Too (2003)
- God Doesn't Have Bad Hair Days (2005)
- Colorado Curiosities: Quirky Characters, Roadside Oddities & Other Offbeat Stuff (2006)
- The 100 Best Vacations to Enrich Your Life (2007)
- The 100 Best Worldwide Vacations to Enrich Your Life (2008)
- The 100 Best Volunteer Vacations to Enrich Your Life (2009)
- E-squared (2013)
Е на квадрат: девет експеримента, които доказват, че енергията на мислите ни създава нашата реалност, изд.: Софтпрес, София (2013), прев. Милена Радева
- E-cubed (2014)
Е на куб: още девет енергийни експеримента, които доказват, че чудотворството е наше призвание на пълен работен ден, изд.: Софтпрес, София (2015), прев. Яна Грозева